# Akinakes

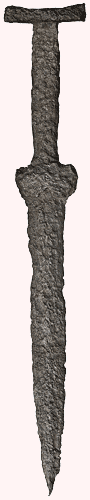
Żelazny akinakes scytyjski z VII-V wieku p.n.e.

Akinakes (gr. ἀκινάκης) lub akinaka (pers. akīnakah) – scytyjski sztylet lub krótki miecz, od VIII wieku p.n.e. charakterystyczny dla kultury Scytów, a następnie przejęty przez Persów.

## Pochodzenie
Przez autorów antycznych uważany za broń pochodzenia perskiego, która z czasem przyjęła się u innych ludów. Jako broń krótka różnił się od rzymskiej zakrzywionej siki zarówno kształtem, jak i sposobem noszenia (przy prawym boku, jak ukazują to m.in. postacie z płaskorzeźbionych fryzów w Persepolis)). Wykonane ze złota akinaki zasadniczo przynależne były perskiej arystokracji; niekiedy stanowiły królewską nagrodę jako wyraz uznania – np. należący do Mardoniusza i zdobyty jako łup wojenny pod Platejami.  

## Opis
Długość jego wynosiła 30–50 cm. O prostej głowni zakończonej sztychem, obosieczny, służył zarówno do kłucia, jak i cięcia. Wykonany był wyłącznie z żelaza lub też inkrustowano go złotem, podobnie jak pochwę okładaną wytłaczanymi (reliefowymi) zdobieniami z cienkiej blachy złotej lub srebrnej. Tak bogato zdobione miecze spotykane są w grobowcach władców lub członków arystokracji plemiennej – jak np. znalezione w kurhanie Litym (Miełgunowskim) czy Tołstaja Mogiła.

## Zdobnictwo i stylistyka
Istniały różne odmiany tej broni różniące się wyglądem zewnętrznym. Największe zróżnicowanie wykazują rękojeści mieczy, ale także głowice, jelce oraz pochwy. We wczesnym okresie zdobienia mieczy i pochew zdradzały cechy wschodnie (z Asyrii lub Urartu), a w późniejszym – greckie, i łączone były z lokalnymi, scytyjskimi motywami zwierzęcymi, charakterystycznymi dla stylu zoomorficznego sztuki Scytów. Wśród wyjątkowych znalezisk z naszych ziem typowym przykładem jest okładzina pochwy miecza należąca do skarbu z Witaszkowa. Istnieją przekonujące dowody na to, że greccy rzemieślnicy (zwłaszcza warsztaty w krymskim Pantikapajon) wykonywali te apliki na zamówienie Scytów, niejednokrotnie zdobiąc je nawet scenami walk Greków ze Scytami. Na ogół pochodzą z IV wieku p.n.e.
Według scytyjskich wierzeń zdobnictwo miało wpływ na spotęgowaną siłę broni. Stąd częstymi motywami były wyobrażenia dzikich, drapieżnych zwierząt: orła, gryfa, ich szponów, pazurów i oczu, a także pędzącego jelenia. Wizerunki te miały zapewnić wojownikowi szybkość, siłę, zręczność i celność.
Herodot podaje, że broń ta była przedmiotem czci religijnej wśród Scytów i ludów sąsiednich.

## Galeria

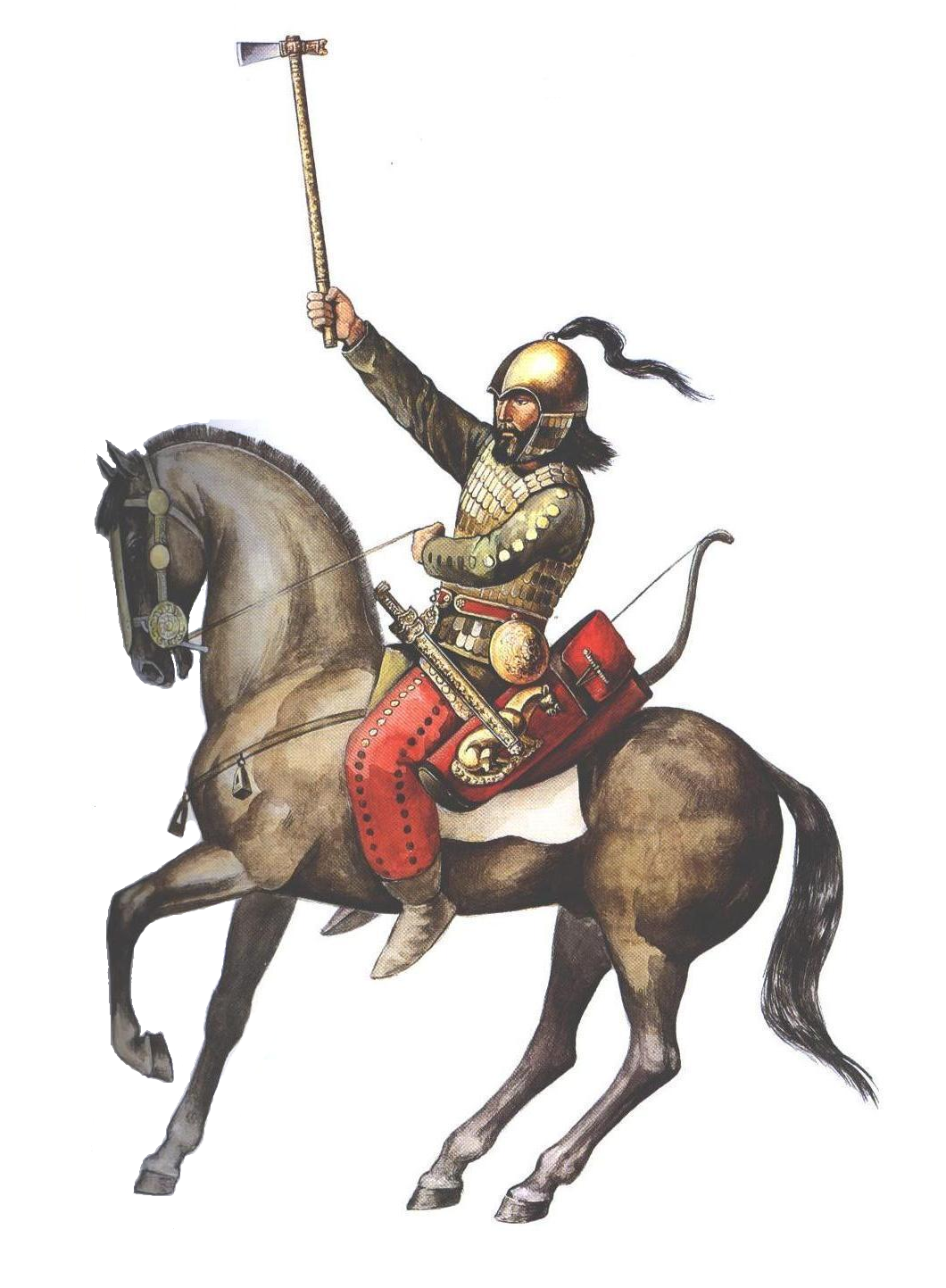
Akinakes przy pasie wojownika scytyjskiego z VII-VI wieku p.n.e.
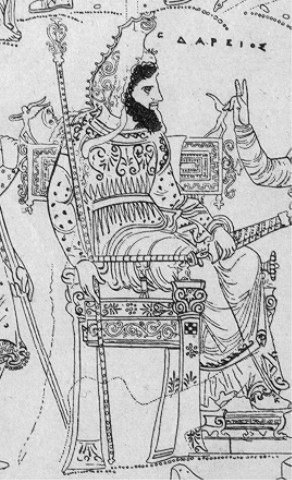
Dariusz I Wielki z akinakesem w lewej ręce
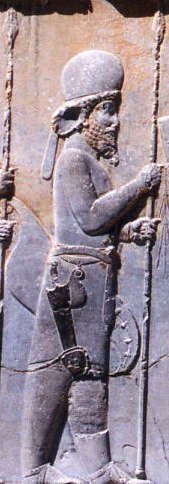
Akinakes u pasa wojownika perskiego